# كريستر فوجليسانج
كريستر فوجليسانج (بالسويدية: Arne Christer Fuglesang)‏ (و. 1957 – م) هو فيزيائي، ورائد فضاء، ومدون، وكاتب عمومي من السويد . ولد في Nacka .
وهو عضو في الأكاديمية الملكية السويدية للعلوم الهندسية (منذ 23 مارس 2009) .

## ريادة الفضاء
شارك في المهمات الفضائية:
- STS-128
- STS-116.

## التعليم
تعلم في المعهد الملكي للتكنولوجيا، وجامعة ستكهولم

## جوائز
حصل على جوائز منها:
- NASA Exceptional Service Medal (2010)
- دكتوراه فخرية (2007)
- H. M. The King's Medal (2007)
- NASA Space Flight Medal (2007)
- دكتوراه فخرية (1999).